# Paramarpissa tibialis
Espèce
Paramarpissa tibialis est une espèce d'araignées aranéomorphes de la famille des Salticidae.

## Distribution
Cette espèce est endémique du Tabasco au Mexique,. Elle se rencontre vers Teapa.

## Description
La carapace du mâle décrit par Logunov et Cutler en 1999 mesure 2,65 mm de long sur 1,90 mm et l'abdomen 3,50 mm de long.

## Publication originale
- (en) F. O. Pickard-Cambridge, « Arachnida - Araneida and Opiliones », Biologia Centrali-Americana, Zoology, Londres, vol. 2,‎ 1901, p. 193-312 (texte intégral).